# المغار، اسرائیل
المغار (به لاتین: Maghar) یک منطقهٔ مسکونی در اسرائیل است که در شمال واقع شده‌است.